# Stigmidium arthoniae
Stigmidium arthoniae är en lavart som först beskrevs av Johann Franz Xaver Arnold, och fick sitt nu gällande namn av Hafellner 1994. Stigmidium arthoniae ingår i släktet Stigmidium och familjen Mycosphaerellaceae.   Inga underarter finns listade i Catalogue of Life.